# Wereldkampioenschappen inlineskaten 2016
De wereldkampioenschappen inline-skaten 2016 werden van 11 tot en met 18 september gehouden in Nanjing, China.
Het waren de 46e wereldkampioenschappen voor mannen op de weg, de 42e voor mannen op de piste, de 40e voor vrouwen op de piste en de 39e voor vrouwen op de weg. Tegelijkertijd werden voor de 20e keer de wereldkampioenschappen voor junioren (piste en weg) gehouden.

## Programma
Op het programma stonden voor mannen en vrouwen twaalf afstanden. Zondag 11, maandag 12 en dinsdag 13 september stonden in het teken van de baanwedstrijden (piste), te weten de 300 meter tijdrit, 500 meter sprint, 1000 meter sprint, 10.000 meter punten-/afvalrace, 15.000 meter afvalrace en 3000 meter aflossing. Woensdag 14, donderdag 15 en vrijdag 16 september werden op het asymmetrische wegparcours de 100 meter sprint, één ronde sprint, 10.000 meter puntenkoers, 20.000 meter afvalrace en 5000 meter aflossing gereden. Na een rustdag werd er op zondag 18 september afgesloten met de marathon (42.195 meter).

## Medailleverdeling

### Mannen
| Piste                      | Piste             | Piste                      | Piste          |
| Afstand                    | Goud ·            | Zilver ·                   | Brons ·        |
| -------------------------- | ----------------- | -------------------------- | -------------- |
| 300m Tijdrit               | Simon Albrecht    | Emanuelle Silva Santibañez | Andres Jimenez |
| 500m Sprint                | Gwendal Le Pivert | Jang Su-chul               | Elton De Souza |
| 1000m Sprint               | Peter Michael     | Andres Muñoz               | Andres Jimenez |
| 10.000m Punten-/afvalkoers | Kevin Kumada      | Manuel Saavedra            | Son Geun-seong |
| 15.000m Afvalkoers         | Peter Michael     | Alex Cujavante             | Ewen Fernandez |
| 3000m Aflossing            | Colombia          | Frankrijk                  | Argentinië     |

| Weg                 | Weg               | Weg                 | Weg             |
| Afstand             | Goud ·            | Zilver ·            | Brons ·         |
| ------------------- | ----------------- | ------------------- | --------------- |
| 100m Sprint         | Jorge Morales     | Ioseba Fernández    | Simon Albrecht  |
| 1 ronde Sprint      | Gwendal Le Pivert | Jhoan Guzman        | Andres Muñoz    |
| 10.000m Puntenkoers | Ewen Fernandez    | Julio Mirena        | Diogo Marreiros |
| 20.000m Afvalkoers  | Alex Cujavante    | Juan Sebastian Sanz | Ewen Fernandez  |
| 5000m Aflossing     | Frankrijk         | Italië              | Duitsland       |
|                     |                   |                     |                 |
| 42.195m Marathon    | Juan Cruz Araldi  | Peter Michael       | Riccardo Bugari |

### Vrouwen
| Piste                      | Piste                  | Piste          | Piste              |
| Afstand                    | Goud ·                 | Zilver ·       | Brons ·            |
| -------------------------- | ---------------------- | -------------- | ------------------ |
| 300m Tijdrit               | Maria José Moya        | An Yi-seul     | Jercy Puello       |
| 500m Sprint                | Paola Segura           | Jercy Puello   | Erin Jackson       |
| 1000m Sprint               | Francesca Lollobrigida | Mareike Thum   | Fabriana Arias     |
| 10.000m Punten-/afvalkoers | Mayra Yaquel Arias     | Fabriana Arias | Yu Ga-ram          |
| 15.000m Afvalkoers         | Luz Karime Garzon      | Fabriana Arias | Mayra Yaquel Arias |
| 3000m Aflossing            | Italië                 | Colombia       | Zuid-Korea         |

| Weg                 | Weg                    | Weg                    | Weg                |
| Afstand             | Goud ·                 | Zilver ·               | Brons ·            |
| ------------------- | ---------------------- | ---------------------- | ------------------ |
| 100m Sprint         | Maria José Moya        | Yesenia Escobar        | Läthisia Schimek   |
| 1 ronde Sprint      | Jercy Puello           | Vivas Solymar          | Yang Ho-chen       |
| 10.000m Puntenkoers | Francesca Lollobrigida | Guo Dan                | Yang Ho-chen       |
| 20.000m Afvalkoers  | Fabriana Arias         | Francesca Lollobrigida | Mayra Yaquel Arias |
| 5000m Aflossing     | Duitsland              | Italië                 | China              |
|                     |                        |                        |                    |
| 42.195m Marathon    | Liu Yi-hsuan           | Huang Yu-ting          | Clemence Halbout   |

### Medaillespiegel
Medaillespiegel zonder de juniorenwedstrijden.
| Plaats | Land             | Goud | Zilver | Brons | Totaal |
| 1      | Colombia         | 6    | 9      | 5     | 20     |
| 2      | Frankrijk        | 4    | 1      | 4     | 9      |
| 3      | Italië           | 3    | 3      | 1     | 7      |
| 4      | Argentinië       | 3    | 0      | 3     | 6      |
| 5      | Duitsland        | 2    | 1      | 3     | 6      |
| 6      | Nieuw-Zeeland    | 2    | 1      | 0     | 3      |
| 7      | Chili            | 2    | 1      | 0     | 3      |
| 8      | Chinees Taipei   | 1    | 1      | 2     | 4      |
| 9      | Mexico           | 1    | 0      | 0     | 1      |
| 10     | Venezuela        | 0    | 3      | 0     | 3      |
| 11     | Zuid-Korea       | 0    | 2      | 3     | 5      |
| 12     | China            | 0    | 1      | 1     | 2      |
| 13     | Spanje           | 0    | 1      | 0     | 1      |
| 14     | Portugal         | 0    | 0      | 1     | 1      |
| 14     | Verenigde Staten | 0    | 0      | 1     | 1      |
| Totaal | Totaal           | 24   | 24     | 24    | 72     |

Officieuze wereldkampioenschappen

Monza 1937 ·
Ferrara 1938 ·
Monfalcone 1948 ·
Ferrara 1949 ·
Monfalcone 1951 ·
Lido di Venezia 1953 ·
Bari 1954 ·
Palermo 1957 ·
Finale Ligure 1958 ·
Wetteren 1960 ·
Gujan-Mestras 1961 ·
Nantes 1963 ·
Madrid 1964 ·
Syracuse 1965
Officiële wereldkampioenschappen (afwisselend piste en weg)

Mar del Plata 1966 ·
Barcelona 1967 ·
Montecchio 1968 ·
Mar del Plata 1969 ·
Sesto San Giovanni 1973 ·
Mar del Plata 1975 ·
Mar del Plata 1978 ·
Finale Emilia 1979 ·
Masterton 1980 ·
Oostende 1981 ·
Finale Emilia 1982 ·
Mar del Plata 1983 ·
Bogotá 1984 ·
Colorado Springs 1985 ·
Adelaide 1986 ·
Grenoble 1987 ·
Cassano d'Adda 1988 ·
Hastings 1989 ·
Bello 1990 ·
Oostende 1991 ·
Rome 1992 ·
Colorado Springs 1993
Piste en weg gecombineerd (huidige vorm)

Gujan-Mestras 1994 ·
Perth 1995 ·
Venetië 1996 ·
Mar del Plata 1997 ·
Pamplona 1998 ·
Santiago 1999 ·
Barrancabermeja 2000 ·
Valence d'Agen 2001 ·
Oostende 2002 ·
Barquisimeto 2003 ·
Abruzzo 2004 ·
Suzhou 2005 ·
Anyang 2006 ·
Cali 2007 ·
Gijón 2008 ·
Haining 2009 ·
Guarne 2010 ·
Yeosu 2011 ·
Ascoli Piceno/San Benedetto del Tronto 2012 ·
Oostende 2013 ·
Rosario 2014 ·
Kaohsiung 2015 ·
Nanjing 2016 ·
Nanjing 2017 ·
Heerde/Arnhem 2018 ·
Barcelona 2019 ·
Ibagué 2021 ·
Buenos Aires 2022 ·
Montecchio Maggiore/Vicenza 2023 ·
Pescara 2024